# 16e brigade d'infanterie (Australie)
Pour les articles homonymes, voir 16e brigade.
La 16e brigade est une unité d'infanterie de la taille d'une brigade de l'armée australienne qui a servi pendant la Première et la Seconde Guerre mondiale.

## Histoire

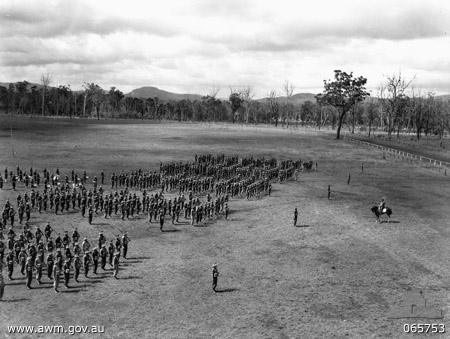
Troupes du 2/1er bataillon à Wondecla (Queensland), avril 1944.

Créée pour la première fois en 1912 en tant que formation de milice pour fournir une formation dans le cadre du programme de formation obligatoire, la brigade est ensuite reconstituée dans le cadre de la première force impériale australienne pendant la Première Guerre mondiale. Son existence fut de courte durée, car celle-ci est dissoute après environ six mois, avant qu'elle ne puisse être engagée dans les combats sur le front occidental. 
Recréée en 1939 pour servir pendant la Seconde Guerre mondiale, la brigade est déployée au Moyen-Orient au début de 1940 et participe ensuite à des actions dans le désert occidental et en Grèce en 1941. En 1942, elle retourne en Australie en réponse à l'entrée du Japon dans la guerre, et plus tard la brigade jouera un rôle de premier plan dans la campagne de la Kokoda et à Buna-Gona en Papouasie. Retirée en Australie au début de 1943, la 16e brigade est réorganisée et reçoit de nombreux remplaçants des formations dissoutes, mais elle n'est réengagée dans les opérations de combat que tard dans la guerre. En 1944-1945, la brigade est engagée dans la campagne d'Aitape-Wewak en Nouvelle-Guinée. Après la guerre, elle est dissoute en 1946. Aujourd'hui, son nom est perpétué par la 16e brigade d'aviation (en), créée le 2 avril 2002.

## Unités

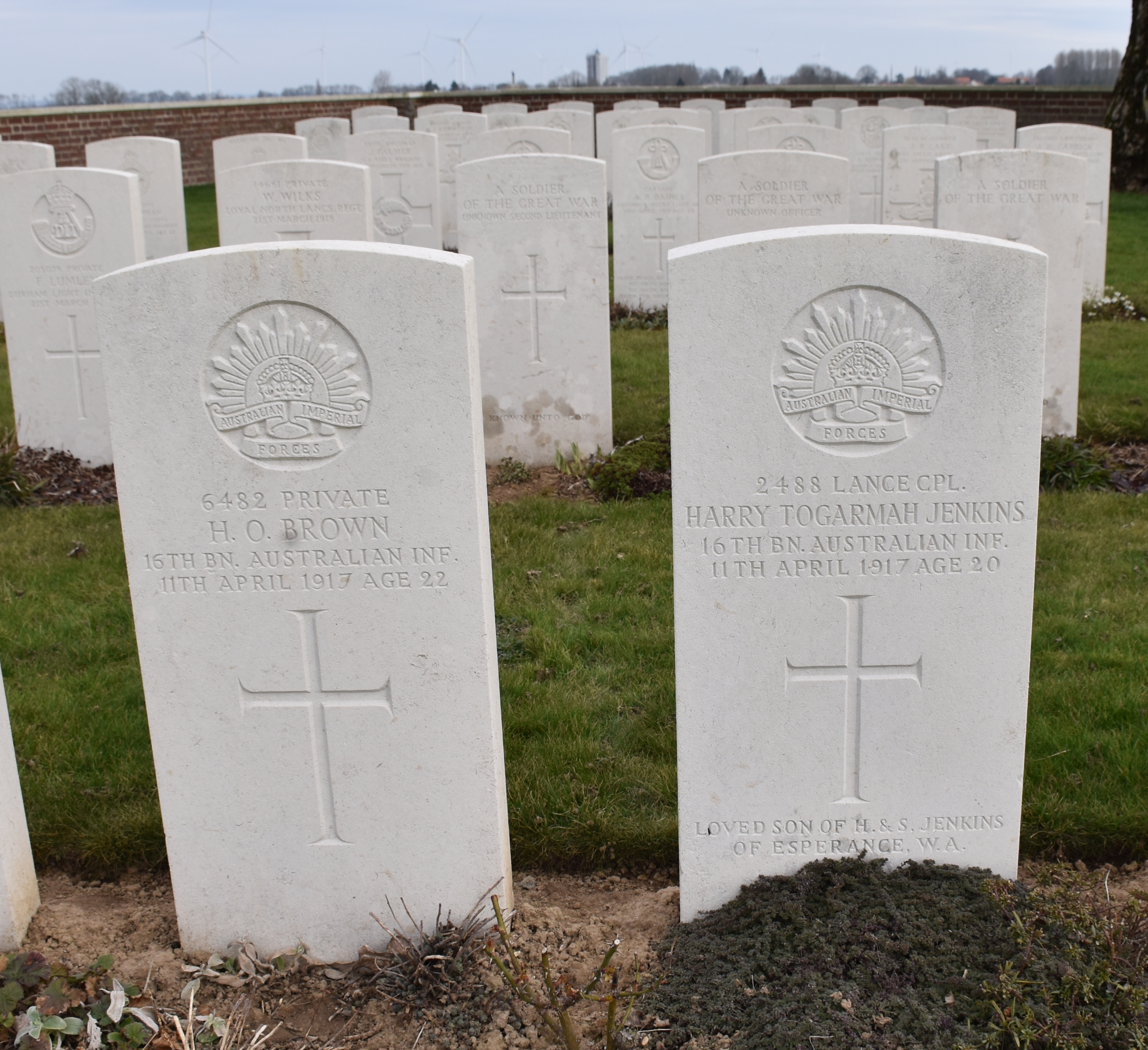
Tombes de deux soldats du 16e Batailon Australian Infantry Dans le cimetière H.A.C. Cemetery.

Unités suivantes affectées à la brigade pendant la Première Guerre mondiale,:
- 61e bataillon (19 mars 1917 - 19 octobre 1917)
- 65e bataillon (19 mars 1917 - 16 mai 1917)
- 69e bataillon (19 mars 1917 - 19 octobre 1917)
- 70e bataillon (19 mars 1917 - 16 mai 1917)
- 62e bataillon (17 mai 1917 - 16 septembre 1917)
- 63e bataillon (17 mai 1917 - 19 octobre 1917)
- 16e compagnie de mitrailleuses (7 juin 1917 - 16 août 1917)
- 16e batterie de mortier de tranchée légère (5 juin 1917 - 26 septembre 1917)

Unités suivantes affectées à la brigade pendant la Seconde Guerre mondiale:
- 2/1er bataillon (16 octobre 1939 - décembre 1945)
- 2/2e bataillon (24 octobre 1939 - 15 février 1946)
- 2/3e bataillon (24 octobre 1939 - 8 février 1946)
- 2/4e bataillon (3 novembre 1939 - 30 avril 1940) → transféré dans la 19e brigade

## Commandants
Les officiers suivants ont commandé la brigade pendant la Première Guerre mondiale:
- Général de brigade John Antill (20 mars 1917 - 20 septembre 1917)
- Lieutenant-colonel William Mackenzie (20 septembre 1917 - 19 octobre 1918)

Les officiers suivants ont commandé la brigade pendant la Seconde Guerre mondiale:
- Brigadier Arthur Allen (1939-1940)
- Lieutenant-colonel George Wootten (1940)
- Lieutenant-colonel Kenneth Eather (1941)
- Brigadier Allan Boase (1941-1942)
- Brigadier John Lloyd (1942-1943)
- Brigadier Roy King (1943-1945)